# Molibdén
A molibdén (nyelvújításkori magyar nevén ólany) egy kémiai elem, rendszáma 42, vegyjele Mo. A krómcsoport elemei közé tartozó átmenetifém.

## Története
A molibdén név a görög molybdosz (μόλυβδος = ólom) szóból ered. A görögök már Plinius és Dioskerides óta a más anyagok felületén nyomot hagyó anyagokra, pl. az ólom-szulfidra, molibdén-szulfidra, de a grafitra is ezt a szót használták. A fém molibdént Carl Wilhelm Scheele svéd vegyész állította elő először 1778-ban, és ő különböztette meg a grafittól.

## Tulajdonságai

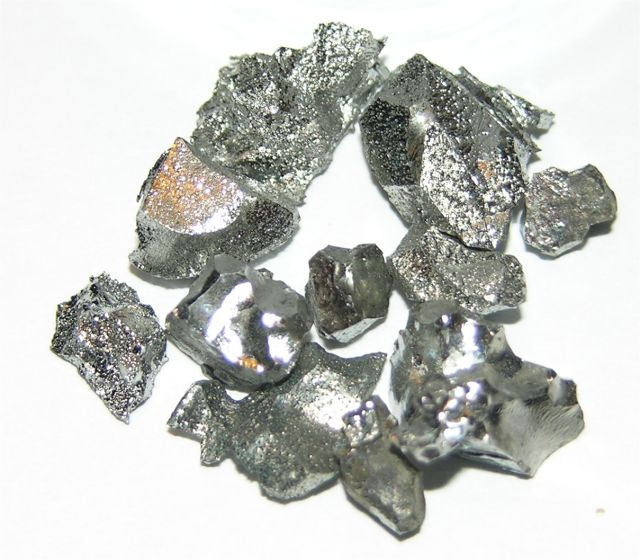
Molibdén

Ezüstfehér, nagy keménységű, magas az olvadás és forráspontja. Az elektromosságot közepesen vezeti. Térben centrált köbös rácsban kristályosodik.
Felületén védő oxidréteg alakul ki, emiatt passziválódik. Forró, tömény kénsavban lassan oldódik. Magas hőmérsékleten kovácsolható.
A molibdén hevítve sötétvörös színű lesz. A fém a levegőn állandó, izzítva azonban fehér füst képzése közben oxidálódik, molibdén-trioxid keletkezik. Lúgok és híg savak alig támadják meg, a tömény sósav sem hat rá. Oxidáló tulajdonságú savak a molibdént oldják, tömény salétromsav azonban passziválja, ezért a híg salétromsav hatásosabb. A halogének és a nehézfémek sóoldatai megtámadják. Al, W, Pb, Fe, Ni, Mn, Cr és sok más fémmel könnyen ötvözhető. A tiszta molibdén szilárdsága magas hőmérsékleten is nagy, valamivel lágyabb, mint az acél, és kovácsolható. Hővezető képessége kb. kétszer akkora, mint az acélé. A molibdén lemezzé, huzallá, rúddá, csővé alakítható. A molibdén fluorral hidegen is egyesül, klórral csak hevítve. Szénnel karbidot ad, szén-monoxiddal nagy nyomás alatt finom eloszlású fém hexakarbonillá alakul.

## Előállítása
A meddőkőzetekkel erősen szennyezett molibdenitet flotációval kb. 80-90%-ra dúsítják, és pörköléssel molibdén-trioxiddá alakítják. Ezt szóda- vagy ammóniaoldattal kilúgozzák, sav hozzáadásával az oxid-hidrátot kicsapják, és az utóbbit hidrogénáramban hevítve acélszürke porrá redukálják, de úgynevezett porkohászati eljárással tömöríthető. A port rúddá sajtolják, elektromos áramot átvezetve izzítják és kovácsolják. Mivel a molibdén legnagyobbrészt az acél nemesítéséhez szükséges, ezért az iparban többnyire a kényelmesebben nyerhető és könnyebben olvasztható ferromolibdént állítják elő. Ezt régebben úgy készítették, hogy molibdénkoncentrátumot, piritet, kokszot (redukáló anyag), meszet és homokot (ömlesztőszer) elektromos árammal (4000 A, 50 V) vízköpenyes kemencében összeolvasztottak. Napjainkban metallotermikus úton Mo- és Fe-oxidból, FeSi-ból és Al-ból nyerik. Sonderoff és Brenner eljárása szerint tiszta molibdénport elektrolízissel állítanak elő, K3MoCl6 és egyenlő rész NaCl és KCl olvadékából kb. 900 °C-on 3-100 A/dm² áramsűrűséggel.
Aluminotermikus úton is előállítható molibdén-oxidból:
{\displaystyle \mathrm {MoO_{3}+2\ Al\rightarrow Al_{2}O_{3}+Mo} \,\!}

## Felhasználása
Az acéliparban a molibdén ötvözőelem. Már egész kevés molibdén is előnyösen megváltoztatja az acél tulajdonságait. A molibdén tartalmú acélok nagy szilárdságúak, szívósak, savállóak és fényezhetők. Molibdénacélokból páncéllemezeket, fegyveralkatrészeket, mágnesacélokat és saválló készülékeket készítenek, izzólámpaszálak tartójaként, a volfrámgyártásban speciális kemencékhez, a nagyfrekvenciás technikában (adócsövek anódja molibdénlemezből készül). A molibdéntermelés 90%-át az acéliparban használják fel. 0,3% molibdén adalék növeli az öntöttvas szilárdságát, és több acélfajta korrózióállóságát. Egy rozsdaálló molibdénacél ötvözet 0,4–3,5% molibdént tartalmaz. Felületkezeléssel növelhető a molibdéntartalmú acélok mechanikai ellenállóképessége. Egyes gyorsacélok molibdéntartalma elérheti a 14,5%-ot is. Molibdénacélt használnak nagynyomású edények, dombornyomású bélyegzők, mágnesek, gépkocsirugók, tengelyek, órarugók előállítására is. A molibdén néhány acélfajtában a nikkelt helyettesíti. Ilyenkor a Cr-Ni acél helyett Cr-Mo acélt nyerünk. Manapság hőálló szuperötvözetek előállításához is használják a molibdént.
A molibdéndús ötvözetek ellenállnak a tömény HCl hatásának. Előnyös tulajdonságai miatt fémbevonatokat is készítenek belőle. Felhasználják továbbá speciális tükrök és napelemek gyártásánál is. Sok szerves kémiai folyamatban a MoO3-ot mint katalizátort alkalmazzák, így például a reformáló eljárásban, kőolajfrakciók kéntelenítésénél, naftalinból ftálsav-anhidrid, benzolból maleinsav-anhidrid, antracénből antrakinon stb. előállításához. Vegyes oxidjait az akrolein és akrilsav előállitásánál használják katalizátorként. Molibdénvegyületeket használnak pigmentek, festékek, reagensek, kenőanyagok, katalizátorok, korróziógátlók, kerámiai segédanyagok, nyomelemtrágya stb. előállításához.
A molibdén-boridoknak, -karbidoknak, -szilicideknek félvezető tulajdonságuk van. A peroxo-molibdátok erős, explozív oxidálószerek, a molibdén-heteropolisavak kicsapják a fehérjéket és a szerves bázisokat. A legfontosabb ipari molibdénvegyületek a molibdén-diszulfid, a molibdén-trioxid, a nátrium-[tetraoxo-molibdenát] és az ammónium-[tetraoxo-molibdenát]. A nyugati világ  molibdéntermelése a 70-es években kb. 74 ezer tonna volt.

## Biológiai szerepe
A purinanyagcserében vesz részt, egyes aldehideket és szulfátokat oxidáló enzimekben található meg. A molibdén a levegő nitrogénjét megkötő baktériumok, a kékalgák stb. számára nélkülözhetetlen nyomelem. A molibdén hiánya különféle magasabb rendű növényekben hiánybetegséget okozhat. A molibdén-trágyázás egyes esetekben 500%-os terméshozam-növekedést eredményezett. Állati szervezetekben a szerves molibdénvegyületek mint légzési katalizátorok működnek. Más források szerint védőhatást fejt ki a szuvasodással szemben.

### Molibdopterin
A molibdopterin számos molibdéntartalmú enzim kofaktora, az egyetlen ismert enzimcsalád, ahol nincs jelen molibdopterin kofaktor, a nitrogenázoké. Itt a molibdén vas-kén központhoz kapcsolódik.